# Drosera neesii
Drosera neesii es una especie de planta perenne, erecta o trepadora y tuberosa del género de plantas carnívoras Drosera. 

## Descripción
Produce hojas carnívoras con forma de taza, en pequeños grupos de tres a lo largo de los tallos que pueden tener de 15 a 60 cm  de alto. Las flores de color rosa, florecen entre agosto y diciembre.

## Distribución y hábitat
Es endémica de  Australia Occidental donde crece cerca de pantanos o afloramientos de granito, en arena, arcilla, o laterita. 

## Taxonomía
Fue descrita por primera vez por Johann Georg Christian Lehmann en 1844. El primer infraespecífico taxón fue descrito cuando George Bentham redujo D. sulphurea a una variedad, una decisión que fue revocada posteriormente. Luego, en 1982, N.G.Marchant describió una nueva subespecie,D. neesii subsp. borealis, que sólo se encuentra en las especies del norte. Fue publicado en Novarum et Minus Cognitarum Stirpium Pugillus 8: 42. 1844.
Etimología
Drosera: tanto su nombre científico –derivado del griego δρόσος (drosos): "rocío, gotas de rocío"– como el nombre vulgar –rocío del sol, que deriva del latín ros solis: "rocío del sol"– hacen referencia a las brillantes gotas de mucílago que aparecen en el extremo de cada hoja, y que recuerdan al rocío de la mañana.
neesii: epíteto otorgado en honor del botánico Christian Gottfried Daniel Nees von Esenbeck.
Sinonimia
- Sondera neesii (Lehm.) Chrtek & Slavíková, Novit. Bot. Univ. Carol. 13: 44 (1999 publ. 2000).

Drosera neesii subsp. neesii.
- Drosera sulphurea Lehm., Nov. Stirp. Pug. 8: 43 (1844).
- Drosera neesii var. sulphulra (Lehm.) Benth., Fl. Austral. 2: 466 (1864).
- Sondera sulphurea (Lehm.) Chrtek & Slavíková, Novit. Bot. Univ. Carol. 13: 45 (1999 publ. 2000).[6]